# BMW X7
De BMW X7 is een SUV die wordt geproduceerd vanaf 2018 door BMW. De X7 werd in maart 2014 aangekondigd en getoond op 17 oktober 2018.
De auto is een zevenzitter, maar men kan de traditionele tweede rij inwisselen voor twee aparte zetels. Passagiers achterin beschikken zelfs over een eigen infotainmentsysteem met elk een eigen display.